# Lucas Moya
Lucas Moya (San Fernando del Valle de Catamarca, Argentina, 1 de febrero de 1987) es un futbolista argentino que juega como mediocampista. Luego de jugar en el Ramón Santamarina del Torneo B Nacional, fichó por Central Córdoba de Rosario en 2015, club con en el que llegó a la final del reducido por el segundo ascenso a Primera B Metropolitana de Argentina. Durante 2016 defendió la casaca de PSM Fútbol, equipo de la ciudad de Puerto General San Martín, participante del Torneo Federal B. En 2018 se incorporó a Club Atlético Carcarañá, con el cual obtuvo en el Torneo Federal C uno de los ascensos a la Torneo Federal Regional Amateur.

## Clubes
| Club                      | País      | Año       | PJ | Goles |
| ------------------------- | --------- | --------- | -- | ----- |
| Rosario Central           | Argentina | 2005-2011 | 26 | 0     |
| Aragua                    | Venezuela | 2011-2012 | 26 | 2     |
| San Lorenzo de Alem       | Argentina | 2013      | 0  | 0     |
| Ramón Santamarina         | Argentina | 2014      | 6  | 1     |
| Central Córdoba (Rosario) | Argentina | 2015      | 37 | 3     |
| PSM Fútbol                | Argentina | 2016-2017 | ¿? | ¿?    |
| Club Atlético Carcarañá   | Argentina | 2018      | ¿? | ¿?    |